# Ciclo nasale

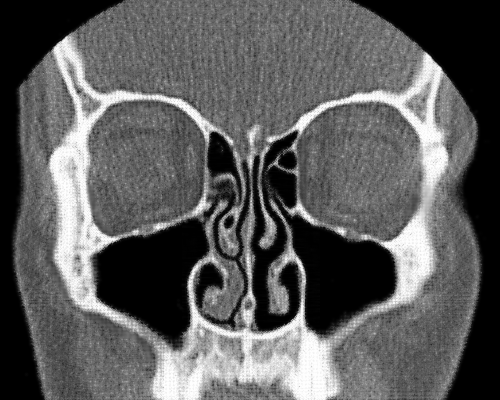
Scansione TC che mostra l'evidenza del ciclo nasale. La parte decongestionata è a destra; la parte con i turbinati gonfi è a sinistra.

È detto ciclo nasale l'alternanza di congestione e decongestione delle cavità nasali (spesso impercettibile) degli esseri umani o di altri animali. Si tratta di una congestione fisiologica della conca nasale dovuta all'attivazione selettiva di una metà del sistema nervoso autonomo da parte dell'ipotalamo. Essa non deve essere confusa con la congestione nasale patologica. 
Il ciclo nasale è stato descritto la prima volta dal medico tedesco Richard Kayser nel 1895.

## Descrizione
Nel 1927 Heetderks ha descritto la turgescenza alternata dei turbinati inferiori nell'80% di una popolazione normale. I turbinati in una fossa risultano congestionati, mentre i turbinati della fossa opposta risultano decongestionati. Questo ciclo, controllato dal sistema nervoso autonomo, come descritto in precedenza, aveva una durata media di due ore e mezza. Heetderks ha ulteriormente osservato e documentato che turbinati dalla fossa nasale erano pieni quando il paziente era in posizione di decubito laterale (sdraiato). Alcuni ipotizzano che questa ostruzione alternata posizionale abbia lo scopo di causare una rotazione dell'individuo dormiente da un lato all'altro durante il sonno. Mentre il ciclo nasale si alterna, la resistenza totale nel naso rimane costante. In pazienti con una deviazione del setto nasale, a causa dell'ostruzione intermittente che ne deriva, l'interazione del ciclo nasale diventa evidente; la sensazione di ostruzione frequentemente rispecchia la fase di congestione.
L'importanza del ciclo nasale diventa evidente quando si considera che la funzione del naso è di riscaldare, umidificare e filtrare l'aria inspirata per via nasale. Queste funzioni di umidificazione e filtraggio dipendono dalla presenza di un epitelio respiratorio umido, che contiene sia le cellule caliciformi, produttrici di muco, che le ciglia, microscopici peli ricoperti con una "coperta di muco" alla quale si attaccano le particelle ispirate e vengono spazzate (dalle ciglia) posteriormente verso la gola per essere inghiottite. La presenza di due fosse nasali, o alloggiamenti, che funzionano con un ciclo alternato impedisce un eccessivo essiccamento, croste e infezioni, i probabili risultati di un passaggio staticamente aperto al flusso d'aria costante, soprattutto nelle regioni desertiche. (Queste conseguenze sono osservate in pazienti con rinite atrofica, in cui la mucosa nasale e turbinati atrofizzano e cessano di funzione e in pazienti che hanno avuto turbinectomia troppo aggressiva). La sindrome del naso vuoto si riferisce al naso che è stato sottoposto a interventi chirurgici eccessivi che portano a secchezza, croste, ozena (un costante cattivo odore), infezioni e a volte a sanguinamento.
I ricercatori hanno dimostrato che, in un naso normalmente funzionante, mentre una fossa nasale è congestionata, il suo battito ciliare decrementa in frequenza o addirittura cessa, in modo che l'umidità si accumuli in preparazione per la ripresa funzionale, con un'inversione del lato congestionato con quello decongestionato. Fisiologicamente parlando, un essere umano ha due nasi (che rendono necessarie due narici) che funzionano in concerto per fornire un'umidificazione costante, filtraggio e riscaldamento. I turbinati hanno anche la funzione di rallentare il flusso d'aria attraverso il naso causando una turbolenza, concedendo così più tempo per l'esecuzione delle funzioni nasali.
Il setto nasale è la partizione della linea mediana che divide le due cavità nasali, o fossae. Un setto nasale assolutamente dritto viene raramente, se mai, osservato. La conseguenza di una deviazione del setto nasale è un'abnorme pervietà di un lato del naso con restringimento corrispondente della fossa nasale opposta. Poiché la percezione soggettiva del flusso d'aria nasale dipende dalla resistenza al flusso d'aria, il paziente con un setto deviato può paradossalmente percepire più congestionato il lato " slargato" rispetto al lato ristretto. Tuttavia un esame endoscopico, a volte dimostra che il setto sia posizionato in modo a sbalzo, causando il restringimento posteriore di quello che è il lato anormalmente "aperto" anteriormente.
Un'osservazione interessante è quella che, a causa di un meccanismo sconosciuto, la mucosa di una fossa nasale si ispessisce o si assottiglia nella fossa nasale anormalmente socchiusa o aperta, nell'apparente tentativo dell'organismo di ripristinare la simmetria. La mucosa di un turbinato in una fossa nasale anormale in genere si addensa, portando a volte alla diagnosi di "ipertrofia del turbinato", ma il suo ispessimento è semplicemente un meccanismo di compensazione per ridurre la pervietà anormale e non è necessariamente un'indicazione per la riduzione chirurgica o l'amputazione. Se il passaggio è ridotto chirurgicamente affrontando chirurgicamente la deformità del setto, le dimensioni dei turbinati si regolano fisiologicamente verso il basso.
Le parti dinamiche del naso (tra cui le narici e il lume vestiboli) possono essere ridotte a causa dell'effetto Venturi. L'identificazione delle strutture nasali comprimibili è importante e dovrebbe essere affrontato durante l'esame pre-operatorio. La chirurgia quindi può essere progettata per ampliare l'angolo tra le cartilagini laterali superiori ed il setto con innesti o per irrigidire la parete nasale laterale con disposizione dell'innesto di batten o ad ombrello.

## Distinzioni
Il ciclo nasale non deve essere confuso con congestione nasale patologica: individui con normale respirazione nasale solitamente non capiscono che la loro respirazione sia asimmetrica, se non sussiste un'ostruzione nasale. In condizioni patologiche, tuttavia, il ciclo nasale può influenzare i sintomi.

## Ricerche
Nel 1994, la respirazione attraverso le narici alternative ha mostrato effetti sulla simmetria dell'emisfero cerebrale sulla topografia di EEG. D.S. Shannahoff-Khalsa ha pubblicato nel 2007 sull'effetto di questo ciclo e la manipolazione attraverso la respirazione forzata attraverso la narice su un lato sui ritmi ultradiani endogeni del sistema nervoso centrale e autonomo.